# Flores
Flores je indonezijski otok koji spada u skupinu Malih sundskih otoka.
Flores (por. Flores – cvijeće) je 2010. imao oko 1 831 000 stanovnika koje je većinom smješteno u najvećem otočkom gradu Maumereu (oko 700 000 stanovnika).
Potres magnitude 7,8 koji je pogodio ovaj otok 12. prosinca 1992. ubio je 2 500 ljudi.

## Uprava
Flores je dio pokrajine East Nusa Tenggara. Podijeljen je na osam regencia(okruga lokalne uprave) koji poredani od zapada prema istoku idu ovako: Manggarai Barat (zapadni Manggarai), Manggarai Tengah (središnji Manggarai), Manggarai Timur (istočni Manggarai), Ngada, Nagekeo, Ende, Sikka i Flores Timur (istočni Flores).
Flores je po broju stanovnika deseti otok Indonezije.

## Flora i fauna
Zapadna obala otoka je jedno do rijetkih mjesta gdje se komodo može pronaći slobodan te je taj dio otoka proglašen nacionalnim parkom Komodo koji je uvršten na UNESCO-ovu prirodnu baštinu svijeta.
Kelimutu je drugi nacionalni park na ovom otoku koji je osnovan radi zaštite flore i faune. Na otoku prebivaju dvije endemske vrste štakora, floreski divovski štakor i Veerhovenov divovski štakor.
Flores je bio dom patuljastog slona nazvanog Stegodon koji je na Floresu izumro prije oko 50 000 godina, kao i izumrle ptice Leptoptilos robustus.

## Kultura
Na Floresu se govori mnogo jezika, ali svi oni pripadaju austronezijskim jezicima.
Za razliku od Indonezije koja je muslimanska na Floresu žive pretežito rimokatolici te je to granica između muslimanskih i kršćanskih zemalja Pacifika.

## Povijest

### Homo floresiensis
Homo floriensis je vrsta hominida otkrivena 2004. Popularno je nazvana hobitom jer je bila visoka samo 1 metar. Postojala je kontroverza je li se radi o odvojenoj vrsti ili bolesnom Homo sapiensu, ali današnji konzensus je da se radi o odvojenoj vrsti.
Za sada je poznato da su na otoku živjeli između 190 000 i 50 000 godina u prošlosti, te se vrijeme njihovog izumiranja ugrubo poklapa s dolaskom Homo sapiensa na Flores. Točan tijek njihove evolucije nije poznat, iako postoje pretpostavke da su mogli biti predci Homo erectusa ili ranijeg Homo habilisa.

### Nakon dolaska modernih ljudi
Pretpostavlja se da su otok prvi naselili Melanezijanci, još u vrijeme paleolitika.
Portugalski trgovci došli su na Flores u 16. stoljeću te se to i dan danas vidi u kulturi, jeziku i religiji Sikka.
1613. Nizozemci napadaju Flores te se stanovništvo povlači u Utvrdu Solor.
Nakon toga 1846. Portugalci i Nizozemci otvaraju pregovore o granici, ali bez većih uspjeha. Zbog teške situacija portugalski guverner Lima Lopes je prodao portugalske posjede za 200 000 forinti no kako je to učinio bez odobrenja Lisabona smijenjen je i osramoćen u čitavoj državi. Za vrijeme II. svjetskog rata Japanci zauzimaju otok.
Nakon kraja rata, Flores je postao dio nezavisne Indonezije.

## Turizam i gospodarstvo
Najpoznatije turističko mjesto na otoku je Kelimutu krater ugaslog vulkana na kojemu su smještena tri jezera različite boje (svijetlozelena, tamnozelena i crna) koja su tijekom povijesti mijenjala boju, a uzrok toga nije poznat.
Osim turizma, glavne gospodarske grane na otoku su poljoprivreda, ribarstvo i marikultura. Primarne kulture koje se uzgajaju na otoku su riža, kukuruz, slatki krumpir, manioka. Glavna novčanu važnost za otok iznose kava i kokos.

## Vanjske poveznice
|  | Zajednički poslužitelj ima još gradiva o temi Flores |